# Tri kraljestva Koreje
Tri kraljestva Koreje ali Samhan (Gogurjo, Pekče in Sila) so se v antičnem obdobju korejske zgodovine potegovala za hegemonijo nad Korejskim polotokom. V obdobju Treh kraljestev (korejsko 삼국시대) se je veliko držav in državic združilo, dokler po priključitvi Buja leta 494 in Gaje leta 562 na Korejskem polotoku niso ostala le tri: Gogurjo, Pekče in Sila. Korejska tri kraljestva so prispevala k temu, kar bo kasneje postala Koreja; ljudstva Gogurjo, Pekče in Sila pa so postala korejsko ljudstvo.
Tri kraljestva so zasedala celoten polotok in približno polovico Mandžurije (današnja severovzhodna Kitajska in majhni deli ruskega Daljnega vzhoda). Gogurjo je nadzoroval severno polovico polotoka, pa tudi polotok Liaodong in Mandžurijo. Pekče in Sila sta zasedala južno polovico polotoka. Otoški kraljestvi Tamna in Usan sta bili podrejeni Pekčeju oziroma Sili.
Vsa tri kraljestva so imela podobno kulturo in jezik. Pekče in Gogurjo sta si delila ustanovne mite, ki so verjetno izvirali iz Buja. Budizem, ki je v Korejo prišel v 3. stoletju našega štetja iz Indije prek Tibeta in Kitajske, je postal državna religija vseh sestavnih delov treh kraljestev, začenši z Gogurjom leta 372 našega štetja. Vsa Tri korejska kraljestva so imela v nasprotju z literarno elito Kitajske bojevniško aristokracijo.
Obdobje se je končalo v 7. stoletju, potem ko se je Sila povezalo s Kitajsko dinastijo Tang in prvič v zgodovini združila polotok. Po padcu Pekčeja in Gogurja je dinastija Tang vzpostavila kratkotrajno vojaško vlado za upravljanje delov Korejskega polotoka. Sili so se pridružili privrženci Gogurja in Pekčeja ter se borili proti Tangom za hegemonijo nad Korejskim polotokom. Sila je bila sčasoma razdeljena na Poznejša tri kraljestva in nazadnje priključena novi državi Gorjo, ki je delovala kot preporodnica Gogurjo.

## Poimenovanje
Od 7. stoletja naprej je ime »Samhan« postalo sinonim za Tri kraljestva Koreje. »Han« v imenih Korejskega cesarstva, Dehan Džeguk, in Republike Koreje (Južne Koreje), Dehan Minguk ali Hanguk, se nanašata na Tri kraljestva Koreje, ne pa na starodavne konfederacije na jugu Korejskega polotoka.
Po Samguk sagi in Samguk jusa je Sila uvedla nacionalno politiko »Združitev Samhana« (korejsko 삼한일통; 三韓一統; Samhan Iltong), da bi vključila begunce iz Pekčeja in Gogurjoja. Leta 1982 so v Čongdžuju odkrili spominski kamen iz leta 686 z napisom: »Trije Han so bili združeni in domena se je razširila.« V poznem obdobju Sila sta se koncepta Samhana kot starodavnih konfederacij in Treh kraljestev Koreje združila. V pismu cesarskemu mentorju dinastije Tang je Če Či-vŏn enačil Bjonhan z Pekčejem, Džinhan s Silo in Mahan z Gogurjom. V obdobju Gorjo je Samhan postal splošno ime za vso Korejo. Vang Geon je v svojih desetih mandatih svojim potomcem izjavil, da je združil Tri Han (Samhan), pri čemer se je skliceval na Tri kraljestva Koreje. Samhan je še naprej ostal splošno ime za Korejo v obdobju Čoson in je bil pogosto omenjen v Analih dinastije Čoson.
Na Kitajskem so se Tri kraljestva Koreje od začetka 7. stoletja skupno imenovala Samhan. Uporaba imena Samhan za označevanje Treh kraljestev Koreje je bila v dinastiji Tang zelo razširjena. Gogurjo je dinastija Tang izmenično imenovala Mahan, kar dokazuje dokument iz dinastije Tang, ki je leta 645 generale iz dinastije Gogurjo imenoval »voditelje Mahan« (korejsko 마한추장; 馬韓酋長; Mahan Chujang). Leta 651 je cesar Gozong iz dinastije Tang poslal kralju Pekčeja sporočilo, v katerem je Tri kraljestva Koreje označil za Samhan. Epitafi dinastije Tang, vključno s tistimi, ki so pripadali beguncem in migrantom iz Pekčeja, Gogurjoja in Sile, so Tri kraljestva Koreje, zlasti Gogurjo, imenovali Samhan. Na primer, epitaf Go Hjona (고현; 高玄), generala dinastije Tang iz dinastije Gogurjo, ki je umrl leta 690, ga imenuje »mož Liaodong Samhan« (korejsko 요동 삼한인; 遼東 三韓人; Jodong Samhanin).
Ime Tri kraljestva je bilo uporabljeno v naslovih korejskih zgodovinskih del Samguk sagi (12. stoletje) in Samguk jusa (13. stoletje) in ga ne smemo zamenjevati s Tremi kitajskimi kraljestvi.

## Ustanovitev
Tri kraljestva so bila ustanovljena po padcu Viman Čosona in so postopoma osvojila ter absorbirala različne druge manjše države in konfederacije. Po padcu Godžosona je dinastija Han ustanovila štiri poveljstva na severozahodnem Korejskem polotoku in v današnjem Liaoningu. Tri so hitro padla pod Samhan, zadnjega pa je leta 313 uničil Gogurjo.
Nastajajoča predhodnika Pekčeja in Sile so se v obdobju Proto-Trih kraljestev razširila znotraj mreže državic, Gogurjo pa je osvojil sosednje države, kot je Bujo v Mandžuriji, in poglavarstva v Okdžo, Dongje, ki so zasedala severovzhodni Korejski polotok. Tri politične skupnosti so med 1. in 3. stoletjem našega štetja prešle iz obzidane mestne države v polnopravne družbe na državni ravni.
Primarni viri za to obdobje vključujejo Samguk sagi in Samguk jusa v Koreji ter razdelek o »vzhodnih barbarih« (東夷傳) iz Knjige Vei (魏書) v Zapisnikih treh kraljestev na Kitajskem.
Vsa tri kraljestva so imela podobno kulturo in jezik. Knjiga Sui (81. zvezek) je zapisala: »Običaji, zakoni in oblačila Gogurjo, Pekče in Sila so na splošno enaki.« Zdi se, da so bile njihove prvotne religije šamanistične, vendar so bile vse bolj pod vplivom kitajske kulture, zlasti konfucijanstva in taoizma. V 4. stoletju je bil na polotok uveden budizem, ki se je hitro razširil in za kratek čas postal uradna religija vseh treh kraljestev.
Po besedah Lise Kay Bailey je mogoče materialno kulturo Treh kraljestev jasno razločiti, saj so kazale kulturni vpliv iz različnih regij. Gogurjova kultura je kazala močnejši vpliv severnokitajske umetnosti, Pekče močnejši vpliv južnokitajske umetnosti, Sila, ki je bila bolj oddaljena od Kitajske, pa je kazala večji vpliv evrazijskih stepskih nomadskih kultur in boljše ohranjanje domačih tradicij. V tem obdobju Tri kraljestva še niso poenotila svojih ločenih identitet. Vsako kraljestvo je ustvarilo svojo individualno zgodovino; šele v obdobju dinastije Gorjo je bila kolektivna zgodovina Korejskega polotoka zapisana skupaj.
»Upad kitajske moči v 4. stoletju je sprožil val beguncev, ki se je izkazal za ključnega pri pospešitvi procesa izgradnje države v Koreji«, s čimer se je začela doba Treh kraljestev.

## Kraljestva

### Gogurjo
Gogurjo se je pojavilo na severnem in južnem bregu reke Jalu (Amrok) po padcu Godžosona. Prva omemba Gogurjoja v kitajskih zapisih datira iz leta 75 pr. n. št. v povezavi s poveljstvom, ki ga je ustanovila kitajska dinastija Han, čeprav se lahko celo prejšnje omembe Guri (구리) nanašajo na isto državo. Dokazi kažejo, da je bilo Gogurjo najnaprednejše in verjetno prvo ustanovljeno od treh kraljestev.
Gogurjo, sčasoma največje od treh kraljestev, je imelo več prestolnic, ki so se izmenjevale: dve prestolnici v zgornjem območju Jalu in kasneje Nangrang (kitajsko Lelang), ki je danes del Pjongjanga. Na začetku je bila država na meji s Kitajsko; postopoma se je razširila v Mandžurijo in leta 313 uničila kitajsko poveljstvo Lelang. Kulturni vpliv Kitajcev se je nadaljeval, ko je bil budizem sprejet kot uradna religija leta 372.
Gogurjo je bila zelo militaristična država; bila je močan imperij in ena od velikih sil v vzhodni Aziji. Država je bila na vrhuncu v 5. stoletju, med vladavino kralja Gvangeta Velikega in njegovega sina, kralja Džangsuja, zlasti med njunim pohodom v Mandžurijo. V naslednjem stoletju ali dveh je bil Gogurjo prevladujoči narod v Mandžuriji in na severnem Korejskem polotoku. Gogurjo je sčasoma zasedel ravnino Liaodong v Mandžuriji in današnje območje Seula. Gvangeto je dosegel ohlapno združitev Treh Korejskih kraljestev.
Gogurjo je nadzoroval tudi tunguška plemena v Mandžuriji. Po ustanovitvi dinastije Sui in kasneje dinastije Tang na Kitajskem je kraljestvo nadaljevalo z agresivnimi ukrepi proti Kitajski, dinastiji Sila in Pekče, dokler ga leta 668 niso osvojile zavezniške sile dinastije Sila in Tang. Večino njegovega ozemlja je prevzela kitajska dinastija Tang, ozemlje Pekče pa dinastija Sila.

### Pekče
Pekčee je bilo ustanovljeno kot član konfederacije Mahan. Zabeležena sta dva sinova ustanovitelja Gogurjoja, ki sta pobegnila pred nasledstvenim sporom, da bi ustanovila Pekče okoli sedanjega območja Seula. Pekče je absorbiralo ali osvojilo druga poglavarstva Mahan in na vrhuncu moči v 4. stoletju nadzorovalo večino zahodnega Korejskega polotoka. Budizem je bil v Pekčeju uveden leta 384 iz Gogurjoja, kar je Pekče pozdravilo.
Pekče je bilo velika pomorska sila; njegove pomorske spretnosti, zaradi katerih je postalo Fenicija vzhodne Azije, so bile ključne za širjenje budizma po vsej vzhodni Aziji in celinske kulture na Japonsko. Pekče je imelo temeljno vlogo pri prenosu kulturnega in materialnega razvoja v starodavno Japonsko, vključno s kitajskimi pisnimi znaki, kitajsko in korejsko literaturo, tehnologijami, kot sta črna metalurgija in keramika, arhitekturnimi slogi, gojenjem svile in budizmom.
Pekče je izvajalo svoj politični vpliv na Tamno, kraljestvo, ki je vladalo otoku Čedžu. Vzdrževalo je tesne odnose s Tamno in od njega prejemalo davke. Verska in umetniška kultura je vplivala na Gogurjo in Silo. Pekče je bilo nekoč velika vojaška sila na Korejskem polotoku, zlasti v času Gunčoga, vendar ga je Gvangeto kritično premagal in je nazadovalo.
V poznem 5. stoletju so zaradi napada Gogurjoja prestolnico Pekčeja premaknili proti jugu v Ungdžin (današnji Gongju) in kasneje še južneje v Sabi (današnji Bujo). Pekče je leta 660 osvojilo zavezništvo Sila-Tang, ki je podredilo Združeno Silo.

### Sila
Po korejskih zapisih je leta 57 pr. n. št. Sorabol (ali Saro, kasneje Sila) na jugovzhodu polotoka združil in razširil konfederacijo mestnih držav, znanih kot Džinhan. Čeprav Samguk sagi piše, da je bilo Sila najzgodneje ustanovljeno od treh kraljestev, drugi pisni in arheološki zapisi kažejo, da je bilo Sila verjetno zadnje od treh, ki je vzpostavilo centralizirano vlado. Sila je bilo najmanjše in najšibkejše od treh korejskih kraljestev, vendar je uporabljalo premetene diplomatske metode za sklepanje oportunističnih paktov in zavezništev z močnejšimi korejskimi kraljestvi in sčasoma s Kitajsko dinastijo Tang, kar mu je bilo v veliko korist.
Kraljestvo, ki se je leta 503 preimenovalo iz Saro v Sila, je v prvi polovici 6. stoletja priključilo konfederacijo Gaja (ki je prej absorbirala Bjonhan). Gogurjo in Pekče sta se odzvala s sklenitvijo zavezništva. Da bi se spopadla z vdori iz dinastije Gogurjo in Pekče, je Sila poglobilo odnose z dinastijo Tang, saj mu je novo pridobljeni dostop do Rumenega morja omogočilo neposreden stik z dinastijo Tang. Po osvojitvi Gogurjo in Pekče s svojimi zavezniki Tang je kraljestvo Sila pregnalo sile Tang s polotoka in zasedlo ozemlja južno od Pjongjanga.
Glavno mesto Sila je bilo Sorabol (danes Gjongdžu; Sorabol, 서라벌, naj bi bil starokorejski izraz za 'prestolnico'). Budizem je postal uradna religija leta 528. Preostala materialna kultura kraljestva Sila, vključno z edinstvenimi zlatimi kovinskimi izdelki, kaže na vpliv severnih nomadskih step, kar ga razlikuje od kultur Gogurjo in Pekče, kjer je bil kitajski vpliv bolj izrazit.

### Druge države
Pred in v tem obdobju so v Koreji obstajale tudi druge manjše države ali regije:
- Konfederacija Gaja je bila konfederacija majhnih kraljestev v dolini reke Nakdong v južni Koreji od leta 42 n. št., ki je nastala iz konfederacije Bjonhan iz obdobja Samhan. Arheologi razlagajo pokopališča z gomilami iz poznega 3. in začetka 4. stoletja, kot sta Desong-dong v Gimheju in Bokčon-dong v Pusanu, kot kraljeva pokopališča političnih skupnosti Gaja.[24] Politične skupnosti Gaja so imele gospodarstva, ki so temeljila na kmetijstvu, ribolovu, livarstvu in trgovini na dolge razdalje. Izvažale so velike količine železove rude, železnih oklepov in drugega orožja v Pekče in kraljestvo Va. Gaja, ki je bila nenehno vpletena v vojne s tremi kraljestvi, ki so jo obdajala, se ni razvila v enotno državo in je bila leta 562 končno vključena v Silo.
- Dongdže, Okdžo in Bujo je osvojil Gogurjo.
- Usan (Ulung-do) pritok Sila.
- Tamna (provinca Čedžu) pritok Pekčeja.

## Religija
Stoletja po tem, ko je budizem nastal v Indiji, je mahajanski budizem v 1. stoletju našega štetja po svilni poti prišel na Kitajsko iz Tibeta, nato pa v 3. stoletju na Korejski polotok, od koder se je prenesel na Japonsko. V Koreji so ga kot državno religijo sprejele tri sestavne politične skupnosti, najprej vladajoče pleme Gogurjo iz dinastije Geumgvan Gaja leta 372, nato Sila leta 528 in Pekče leta 552.

## Zaton
Sila, ki se je pod dinastijo Tang povezala s Kitajsko, je leta 668 osvojila Gogurjo, potem ko je že leta 562 osvojila Gajo in leta 660 Pekče, s čimer je začela obdobje severno-južnih držav s poznejšo Sila na jugu in Balhe na severu, ko se je Dae Džo-jung, nekdanji vojaški častnik Gogurjo, uprl kitajski vladavini Tang in začel ponovno osvajati nekdanja ozemlja Gogurjo.

## Arheološki dokazi
Arheologi za koncept, kaj opredeljuje družbo na državni ravni, uporabljajo teoretične smernice, ki izhajajo iz antropologije, etnologije, analogije in etnozgodovine. To se razlikuje od koncepta države (guk ali Sino ko: 國, obzidana mestna država itd.) v disciplini korejske zgodovine.
V antropološki arheologiji prisotnost urbanih središč (zlasti prestolnic), monumentalna arhitektura, specializacija obrti in standardizacija proizvodnje, razkošni pokopi, sistemi pisanja ali snemanja, birokracija, dokazan politični nadzor nad geografskimi območji, ki so običajno večja od ene same rečne doline itd., sestavljajo nekatere od teh korelatov, ki opredeljujejo države.
Med arheološkimi najdišči iz obdobja Treh kraljestev Koreje je bilo izkopanih na stotine pokopališč s tisoči pokopov. Velika večina arheoloških dokazov iz obdobja Treh kraljestev v Koreji sestoji iz pokopov, vendar se je od 1990-ih dalje močno povečalo število arheoloških izkopavanj starodavnih industrijskih proizvodnih območij, cest, palačnih posesti in elitnih okrožij, ceremonialnih lokacij, gospodinjstev preprostih ljudi in trdnjav zaradi razcveta reševalne arheologije v Južni Koreji.
Rhee in Choi postavljata hipotezo, da je mešanica notranjega razvoja in zunanjih dejavnikov privedla do nastanka družb na državni ravni v Koreji. Številni arheologi, vključno s Kangom, dokazujejo vlogo pogostega vojskovanja pri razvoju polotoških držav.

### Ustanovitev (ok. 1 – 300/400 n. št.)
Nekateri posamezni korelati kompleksnih družb so našli v korejskih poglavarstvih, ki segajo v ok. 700 pr. n. št. Najboljši dokazi iz arheoloških najdb kažejo, da so se države oblikovale med 300 pr. n. št. in 300/400 n. št. Vendar arheologi niso pripravljeni trditi, da to pomeni, da so v obdobju pr. n. št. obstajale države. Korelati družb na državni ravni se niso razvili kot celota, temveč v sunkih in začetkih ter v različnih časovnih obdobjih. Nekje med letoma 100 in 400 n. št. so se posamezni korelati državnih družb razvili v zadostnem številu in obsegu, da je mogoče družbe na državni ravni zanesljivo identificirati z uporabo arheoloških podatkov.

### Pokopi
Lee Sung-Džo je analiziral variabilnost na mnogih elitnih pokopališčih na ozemljih političnih skupnosti Sila in Gaja in ugotovil, da so se še v 2. stoletju znotraj pokopališč pojavljale razlike v porazdelitvi prestižnih grobnih pridatkov, vendar med pokopališči ni bilo hierarhičnih razlik na regionalni ravni. Proti koncu 2. stoletja n. št. se je notranji prostor v elitnih pokopih povečal, elite pa so vse pogosteje uporabljale tehnike gradnje lesenih grobnih komor.
V 3. stoletju se je razvil vzorec, po katerem so bila zgrajena posamezna elitna pokopališča, ki so bila v primerjavi z vsemi drugimi pokopališči najvišjega statusa. Takšna pokopališča so bila zgrajena na visokih nadmorskih višinah vzdolž grebenov in na vrhovih hribov. Poleg tega so bili najvišji predstavniki elite pokopani v velikih grobnicah, zgrajenih na najvišji točki določenega pokopališča. Pokopališča z gomilami »najvišje elite«, kot so Okseong-ri, Yangdong-ri, Daeseong-dong in Bokcheon-dong, kažejo ta vzorec.

### Proizvodnja keramike in strešnikov v tovarniškem obsegu
Lee Sung-Džo je predlagal, da so poleg razvoja regionalnih političnih hierarhij, kot je razvidno iz analize pokopov, postopoma izginile tudi razlike v vrstah lončarske proizvodnje, specializacija s polnim delovnim časom pa je bila edina prepoznavna vrsta lončarske proizvodnje od konca 4. stoletja n. št. Hkrati so proizvodni centri za keramiko postali zelo centralizirani, posode pa standardizirane.
Centralizacijo in nadzor elite nad proizvodnjo dokazujejo rezultati arheoloških izkopavanj v Songok-dongu in Mulčon-ni v Gjongdžuju. Ta najdišča so del nekoč medsebojno povezanega in razvejanega starodavnega industrijskega kompleksa na severovzhodnem obrobju prestolnice Sila. Songok-dong in Mulčon-ri sta primera obsežne specializirane tovarniške proizvodnje v obdobjih Treh kraljestev in Združenega Sila. Najdišče so izkopali konec 1990-ih, arheologi pa so našli ostanke številnih proizvodnih objektov, kot so lončarske peči, peči za strešnike, peči za oglje, pa tudi ostanke stavb in delavnic, povezanih s proizvodnjo.

### Glavna mesta, elitna okrožja in monumentalna arhitektura
Od ustanovitve Gogurjoja je njegova zgodnja zgodovina arheološko dobro potrjena: prvo in drugo glavno mesto, Džolbon in Gungne, sta v in okoli današnjega Džiana v Džilinu. Leta 2004 je UNESCO najdišče uvrstil na seznam svetovne dediščine. Od leta 1976 so nadaljnja arheološka izkopavanja, osredotočena na jugovzhodni del sodobnega Gjongdžuja, razkrila dele tako imenovane Sila Vangjong (kraljeve prestolnice Sila). Številna izkopavanja v preteklih letih so razkrila templje, kot so Hvangnjongsa, Bunhvangsa, Hungrjunsa in 30 drugih najdišč. Znake Pekčejevih prestolnic so izkopali tudi v trdnjavi Mongčon in trdnjavi Pungnap v Seulu.